# عقد 310 ق م

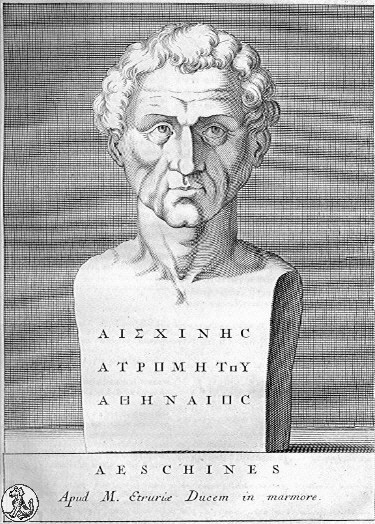
تمثال سقراط اسكينيس كان إسكينيس من إسبتوس، فيلسوفًا كان تلميذاً لسقراط. ولد عام 425 قبل الميلاد وتوفي عام 350 قبل الميلاد، يسميه المؤرخون "سقراط أسكين"، لتمييزه عن الخطيب الأثيني، المعروف أيضًا باسم أسكين

عقد 310 ق م هو عقد امتد بين 31 ديسمبر 319 ق م و1 يناير 310 ق م بحسب التقويم اليولياني البروليبتي (التقويم الميلادي). سبقه عقد 320 ق م ولحقه عقد 300 ق م.

## كتب
- Yves Denis Papin (1998). Chronologie de l'histoire ancienne. Lieu de publication non identifié: Éditions Jean-paul Gisserot. ISBN:2-87747-346-5. OCLC:40746926. مؤرشف من الأصل في 2022-03-16.
- موسوعة حضارة العالم (2002) لأحمد محمد عوف.

## روابط خارجية
- تصفح سنة بسنة عقد 310 ق م على موقع onthisday.com
- تصفح سنة بسنة عقد 310 ق م ابتداءً من سنة عقد 310 ق م على موقع المكتبة الوطنية الفرنسية
- التسلسل الزمني للتاريخ الحربي قبل الميلاد على موسوعة التاريخ الحربي.